# Erdalkalimetalle
| Gruppe  | 2     |
| Periode |       |
| 2       | 4 Be  |
| 3       | 12 Mg |
| 4       | 20 Ca |
| 5       | 38 Sr |
| 6       | 56 Ba |
| 7       | 88 Ra |

Als Erdalkalimetalle werden die chemischen Elemente Beryllium, Magnesium, Calcium, Strontium, Barium und Radium aus der 2. Hauptgruppe des Periodensystems bezeichnet. Sie sind glänzende, reaktive Metalle, die in ihrer Valenzschale zwei Elektronen haben. Radium ist ein radioaktives Zwischenprodukt natürlicher Zerfallsreihen. Die Bezeichnung leitet sich von den beiden benachbarten Hauptgruppen ab, den Alkalimetallen, mit denen sie die Bildung starker Basen gemeinsam haben, und den Erdmetallen, mit denen sie gemeinsam haben, schlecht wasserlöslich zu sein.

## Eigenschaften

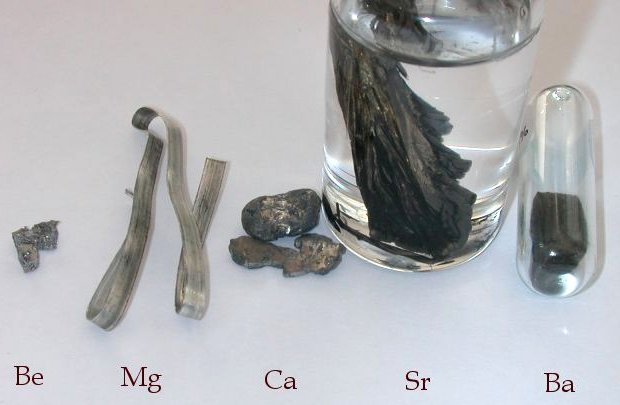
Erdalkalimetalle

Die typischen Erdalkalimetalle sind Calcium, Strontium und Barium. Beryllium ähnelt den anderen Erdalkalimetallen nur sehr wenig, sodass man Beryllium auch der Zinkgruppe zuordnet.

Die Erdalkalimetalle sind Leichtmetalle, die metallisch glänzen. Der Glanz verschwindet an der Luft rasch, weil das Metall oxidiert wird. Beryllium und Magnesium sind an trockener Luft recht stabil. Magnesium reagiert ähnlich wie Lithium mit dem Stickstoff der Luft. Daher spricht man auch von der Schrägbeziehung zum Element Lithium. Erdalkalimetalle leiten den elektrischen Strom und besitzen jeweils 2 Außenelektronen. In Verbindungen kommen sie fast nur als zweiwertige Kationen vor.

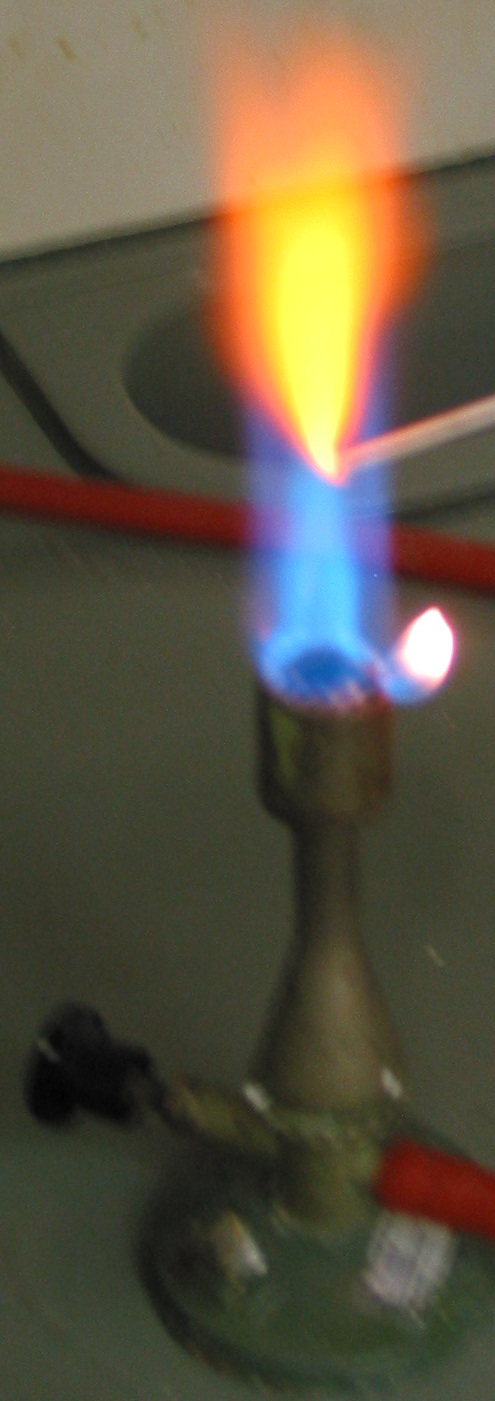
Calcium
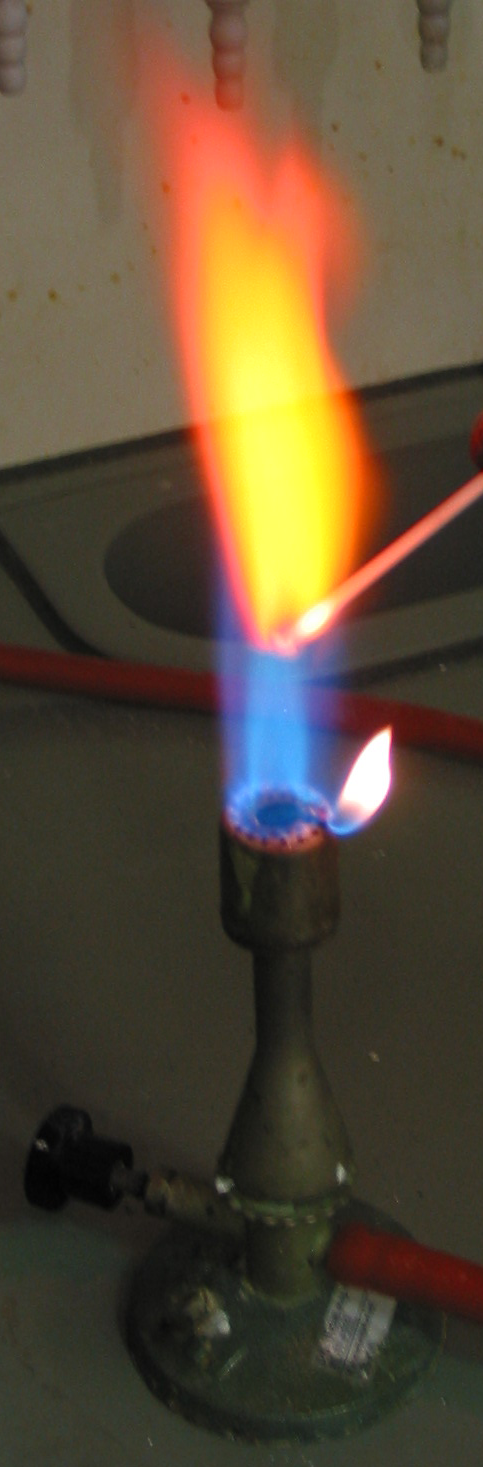
Strontium
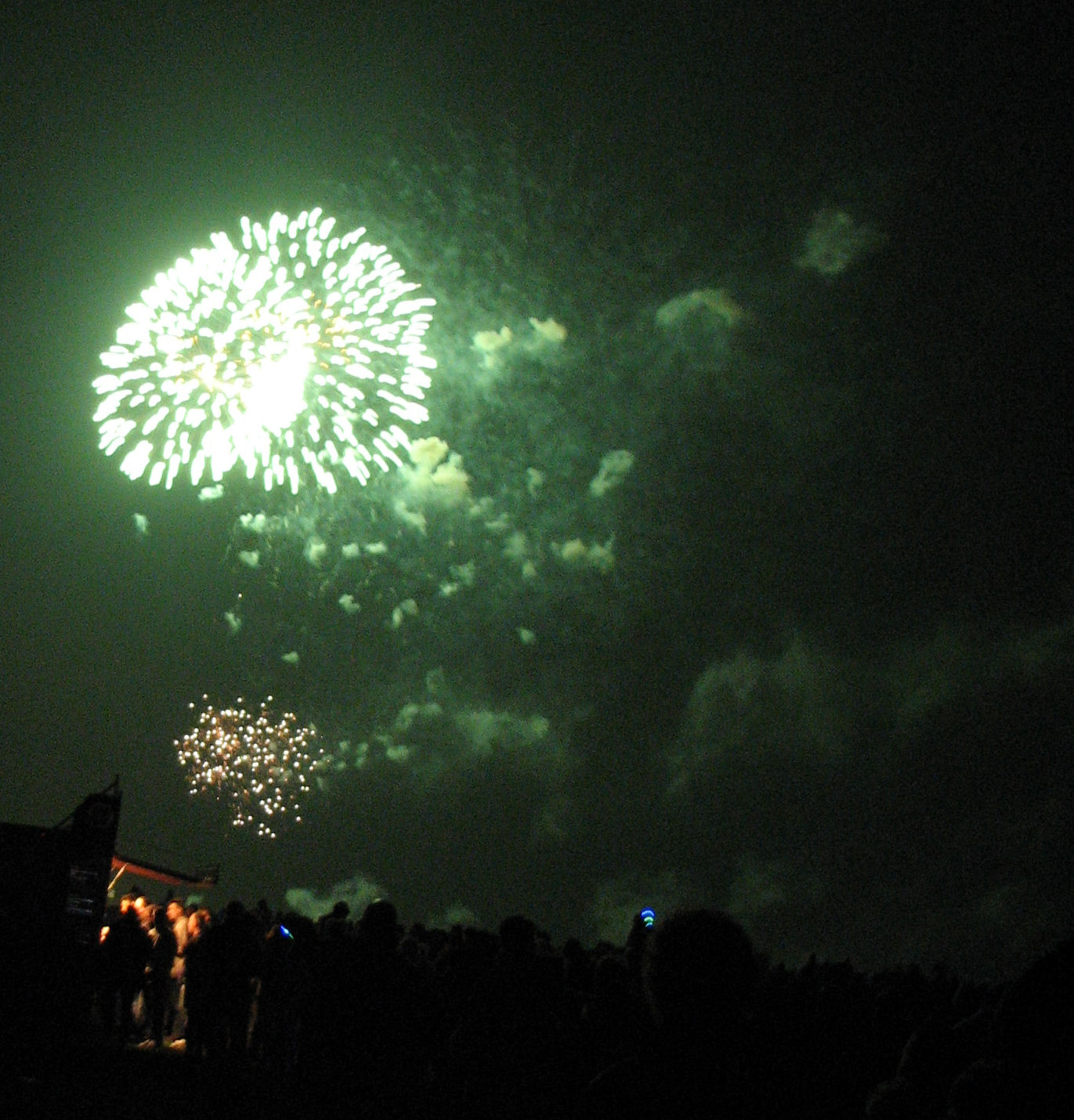
Barium

Die typischen Erdalkalimetalle und ihre Salze besitzen eine spezifische Flammenfärbung:
- Calcium und seine Salze färben die Flamme orange-rot (622 und 553 nm).
- Strontium und seine Salze färben die Flamme rot (675 und 606 nm).
- Barium und seine Salze färben die Flamme grün (524 und 514 nm).

Aufgrund dieser Flammenfärbung werden Erdalkalimetallverbindungen für Feuerwerke benutzt.

### Physikalische Eigenschaften
Mit zunehmender Ordnungszahl wachsen Atommasse, Atomradius und Ionenradius.
Die geringste Dichte hat Calcium mit 1550 kg/m³. Sie steigt nach oben und insbesondere nach unten hin an, wobei Radium mit 5500 kg/m³ den Höchstwert erreicht.
Die Mohshärte liegt bei Beryllium mit 5,5 im mittleren Bereich. Die weiteren Elemente der 2. Hauptgruppe weisen geringe Härten auf, die mit steigender Ordnungszahl abnehmen.
Die ersten drei Erdalkalimetalle, insbesondere Beryllium und Calcium, sind sehr gute elektrische Leiter. Obwohl auch die weiteren Elemente dieser Hauptgruppe keinesfalls schlechte Leiter sind, ist der Unterschied beträchtlich.
Die 1. Ionisierungsenergie fällt mit wachsender Ordnungszahl von 9,322 eV bei Beryllium auf 5,212 eV bei Barium. Radium hat mit 5,279 eV wieder einen leicht erhöhten Wert.
Die Elektronegativität fällt von 1,57 bei Beryllium auf 0,9 bei Radium ab.
| Element                   | Beryllium                   | Magnesium                   | Calcium                   | Strontium                 | Barium                | Radium                |
| ------------------------- | --------------------------- | --------------------------- | ------------------------- | ------------------------- | --------------------- | --------------------- |
| Schmelzpunkt (1013 hPa)   | 1560 K (1287 °C)            | 923 K (650 °C)              | 1115 K (842 °C)           | 1050 K (777 °C)           | 1000 K (727 °C)       | 973 K (700 °C)        |
| Siedepunkt (1013 hPa)     | 3243 K (2969 °C)            | 1383 K (1110 °C)            | 1760 K (1487 °C)          | 1653 K (1380 °C)          | 1910 K (1637 °C)      | 2010 K (1737 °C)      |
| Dichte (20 °C, 1013 hPa)  | 1,848 g/cm3                 | 1,738 g/cm³                 | 1,55 g/cm3                | 2,63 g/cm3                | 3,62 g/cm3            | 5,5 g/cm³             |
| Mohshärte                 | 5,5                         | 2,5                         | 1,75                      | 1,5                       | 1,25                  |                       |
| Elektrische Leitfähigkeit | 25 · 106 S/m                | 22,7 · 106 S/m              | 29,4 · 106 S/m            | 7,41 · 106 S/m            | 2,94 · 106 S/m        | 1 · 106 S/m           |
| Atommasse                 | 9,012 u                     | 24,305 u                    | 40,078 u                  | 87,62 u                   | 137,327 u             | 226,025 u             |
| Elektronegativität        | 1,57                        | 1,31                        | 1,00                      | 0,95                      | 0,89                  | 0,9                   |
| Struktur                  | Kristallstruktur von Helium | Kristallstruktur von Helium | Kristallstruktur von Neon | Kristallstruktur von Neon |                       |                       |
| Kristallsystem            | hexagonal                   | hexagonal                   | kubisch flächenzentriert  | kubisch flächenzentriert  | kubisch raumzentriert | kubisch raumzentriert |

### Elektronenkonfiguration
Die Elektronenkonfiguration lautet [X] ys². Das X steht hierbei für die Elektronenkonfiguration des eine Periode höher stehenden Edelgases, und für das y muss die Periode eingesetzt werden, in der sich das Element befindet.
Für die einzelnen Elemente lauten die Elektronenkonfigurationen:
- Beryllium: [ He ] 2s²
- Magnesium: [ Ne ] 3s²
- Calcium: [ Ar ] 4s²
- Strontium: [ Kr ] 5s²
- Barium: [ Xe ] 6s²
- Radium: [ Rn ] 7s²

Der Oxidationszustand ist +2, da die beiden Elektronen in der Außenschale leicht abgegeben werden können. Me2+-Ionen besitzen Edelgaskonfiguration.

## Reaktionen
Edelgaskonfiguration erreichen die Erdalkalimetalle, indem sie ihre beiden Außenelektronen abgeben. Im Vergleich zu den Alkalimetallen sind sie jedoch weniger reaktiv, weil es eine höhere Ionisierungsenergie erfordert, zwei Außenelektronen abzuspalten als eins wie bei den Alkalimetallen. Dies lässt sich damit begründen, dass die Erdalkalimetalle eine höhere Kernladung und somit entsprechend kleinere Atomradien aufweisen als die Alkalimetalle.
Innerhalb der Gruppe der Erdalkalimetalle nimmt die Reaktivität von oben nach unten zu, weil zwischen den Außenelektronen und dem Atomkern immer mehr volle Elektronenschalen liegen und so der Abstand der Außenelektronen zum Kern immer größer wird. Daraus ergibt sich, dass diese vom Atomkern weniger stark angezogen werden und somit leichter abgespalten werden können.
Die Erdalkalimetalle geben leicht ihre beiden Außenelektronen ab, wobei zweifach positiv geladene Ionen entstehen, und sind daher unedle Metalle, die an der Luft oxidiert werden. Beryllium und Magnesium bilden aber stabile Oxidschichten aus und werden dadurch passiviert, d. h., nur ihre Oberfläche wird oxidiert. Diese Passivierung bewirkt auch, dass Wasser Beryllium und Magnesium nur langsam angreift. Calcium, Strontium und Barium hingegen reagieren mit Wasser zu den Hydroxiden, wobei Wasserstoff entsteht. Wie die Alkalimetalle, so sind also auch die Erdalkalimetalle Basenbildner. Ansonsten reagieren die Erdalkalimetalle gut mit Nichtmetallen, z. B. mit Sauerstoff oder mit den Halogenen.
In den folgenden Reaktionsgleichungen steht das Me für ein Erdalkalimetall.
- Reaktion mit Sauerstoff:

{\displaystyle {\ce {2Me + O2 -> 2MeO}}}
Barium bildet auch Bariumperoxid.
- Reaktion mit Wasserstoff:

{\displaystyle {\ce {Me + H2 -> MeH2}}}
Die gebildeten Hydride haben eine ionische Struktur.
- Reaktion mit Wasser:

{\displaystyle {\ce {Me + 2H2O -> Me(OH)2 + H2}}}
- Reaktion mit Halogenen (am Beispiel Chlor):

{\displaystyle {\ce {Me + Cl2 -> MeCl2}}}
Die mit der Ordnungszahl steigende Reaktivität ist gut am Reaktionsverhalten zu beobachten:
- Beständigkeit an Luft:
  - Beryllium ist bei Raumtemperatur an trockener Luft beständig, da es von einer passivierenden Oxidschicht überzogen wird.
  - Magnesium wird an Luft ebenfalls passiviert, dünne Bänder und Folien lassen sich jedoch leicht entzünden.
  - Calcium, Strontium, Barium und Radium laufen an trockener Luft schnell an und sind in fein verteilter Form selbstentzündlich.
- Reaktion mit Wasserstoff bei hohen Temperaturen:
  - Beryllium reagiert ohne Katalysator nicht mit Wasserstoff.
  - Magnesium reagiert nur bei hohem Druck.
  - Die weiteren Erdalkalimetalle reagieren bereits bei Atmosphärendruck mit Wasserstoff.
- Reaktion mit Wasser:
  - Beryllium wird wie Aluminium in Wasser passiviert.
  - Magnesium wird ebenfalls passiviert, die Passivierungsschicht löst sich jedoch in heißem Wasser auf.
  - Die übrigen Erdalkalimetalle reagieren bei Raumtemperatur heftig mit Wasser.

## Verbindungen

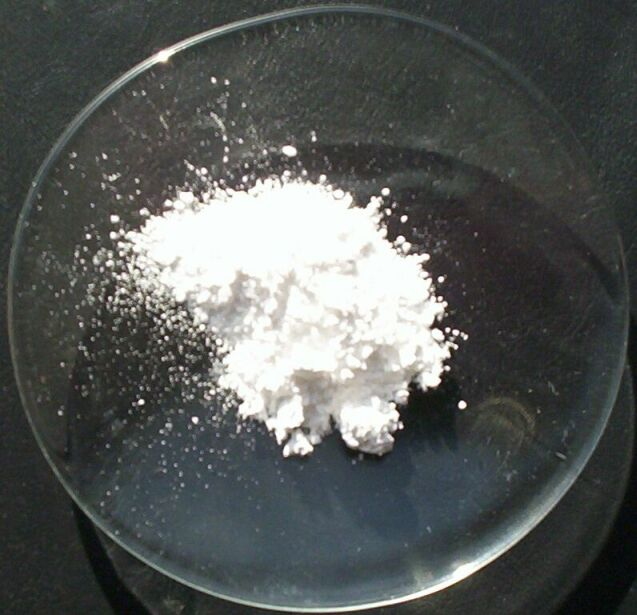
MgO in Pulverform

Beryllium bildet als einziges Erdalkalimetall überwiegend kovalente Verbindungen. Die übrigen Elemente der 2. Hauptgruppe kommen fast nur als Me2+-Ionen vor. Die Tabelle stellt eine grobe Übersicht über die wichtigsten Verbindungen dar:
|           | Beryllium | Magnesium | Calcium  | Strontium | Barium   |
| --------- | --------- | --------- | -------- | --------- | -------- |
| Oxide     | BeO       | MgO       | CaO      | SrO       | BaO      |
| Hydroxide | Be(OH)2   | Mg(OH)2   | Ca(OH)2  | Sr(OH)2   | Ba(OH)2  |
| Fluoride  | BeF2      | MgF2      | CaF2     | SrF2      | BaF2     |
| Chloride  | BeCl2     | MgCl2     | CaCl2    | SrCl2     | BaCl2    |
| Sulfate   | BeSO4     | MgSO4     | CaSO4    | SrSO4     | BaSO4    |
| Carbonate | BeCO3     | MgCO3     | CaCO3    | SrCO3     | BaCO3    |
| Nitrate   | Be(NO3)2  | Mg(NO3)2  | Ca(NO3)2 | Sr(NO3)2  | Ba(NO3)2 |
| Sulfide   | BeS       | MgS       | CaS      | SrS       | BaS      |

Sonstige

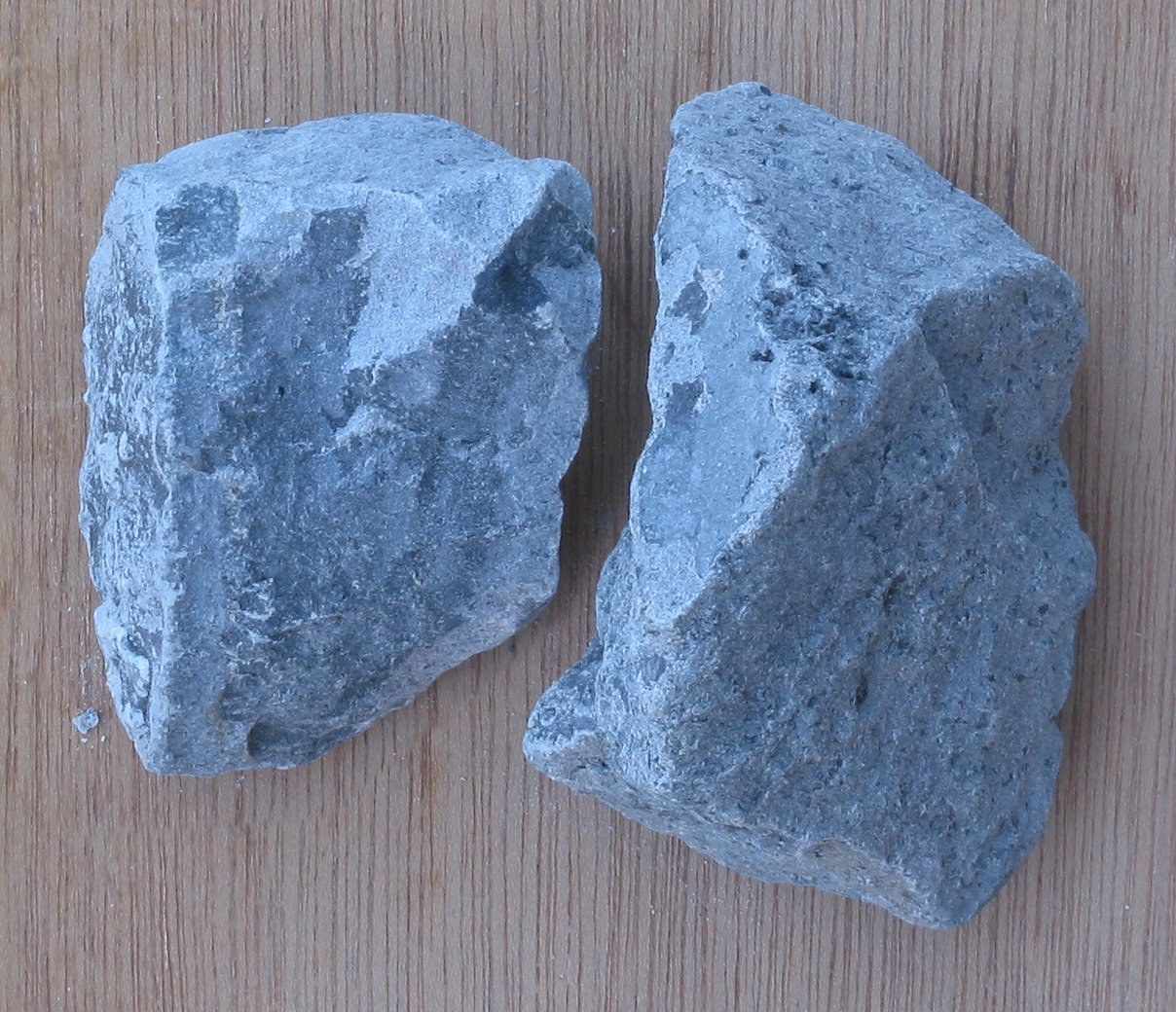
Calciumcarbid

- In Zintl-Phasen bilden die zugehörigen Anionen ein bemerkenswertes Gitter.
- Grignard-Verbindungen sind Magnesiumverbindungen der Form R-MgX. R steht dabei für einen organischen Rest und X ist ein Halogen. Sie finden in der organischen Synthese Verwendung.
- Calciumcarbid (CaC2) bildet ein Ionengitter mit Ca2+- und (|C≡C|)2−-Ionen (NaCl-Struktur). Die Verbindung wird für drei bedeutende Verfahren benötigt:
  - Ethinherstellung durch Hydrolyse:
{\displaystyle {\ce {CaC2 + 2H2O -> Ca(OH)2 + C2H2}}}
  - Entschwefelung von Rohstahl
  - Azotierung zu Calciumcyanamid
- Calciumoxalat (CaC2O4) ist Hauptbestandteil von Nierensteinen.
- Calciumcyanamid (CaCN2) ist ein Düngemittel, das auch in anderen Bereichen (z. B.: zur Unkraut- und Schädlingsbekämpfung) eingesetzt wird.
- Strontiumtitanat (SrTiO3) wird unter dem Namen Fabulit als Schmuckstein gehandelt.
- Bariumperoxid (Ba2+(O-O)2−) spielte früher bei der Wasserstoffperoxid-Synthese eine wichtige Rolle:

{\displaystyle {\ce {BaO2 + H2SO4 -> BaSO4 + H2O2}}}

### Wasserhärte
Für die Härte des Wassers sind im Wesentlichen gelöste Calcium- und Magnesiumionen verantwortlich. So geht beispielsweise das wasserlösliche Calciumhydrogencarbonat (Ca(HCO3)2) in der Hitze in die schwerlösliche Verbindung Calciumcarbonat (CaCO3) über, die auch als „Kesselstein“ bekannt ist:
{\displaystyle {\ce {Ca(HCO3)2 -> CaCO3 + CO2 (^) + H2O}}}
Durch das Entweichen des Kohlendioxids aus der Lösung wird die Rückreaktion verhindert, und der Kesselstein lagert sich in Kochtöpfen etc. ab. Man ordnet Calciumhydrogencarbonat daher in den Bereich der temporären Wasserhärte ein.
Eine weitere Eigenschaft von Erdalkalimetallionen, jedoch insbesondere von Ca2+ und Mg2+, ist es, mit Seife unlösliche Verbindungen zu bilden. Da Seifen chemisch betrachtet Salze sind, bestehen sie aus Kat- und Anionen. Die Anionen sind stets höhere Fettsäuren, und als Kationen werden meist Alkalimetallionen eingesetzt. Die Erdalkalimetallionen ersetzten diese und bilden so unlösliche Verbindungen, die unter dem Begriff „Kalkseife“ zusammengefasst werden.

## Vorkommen
Am Aufbau der Erdkruste, einschließlich der Luft- und Wasserhülle, sind die Erdalkalimetalle wie folgt beteiligt (Angaben in Gew.-%):
- 2,7 · 10−4 % Beryllium
- 2,0 · 100 % Magnesium
- 3,4 · 100 % Calcium
- 3,6 · 10−2 % Strontium
- 4,0 · 10−2 % Barium
- 1,0 · 10−10 % Radium

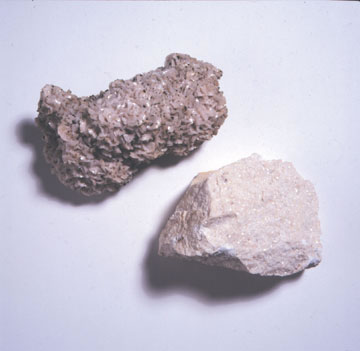
Dolomit
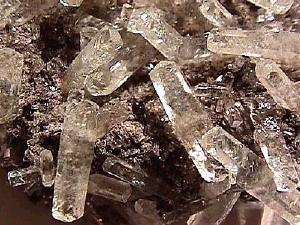
Kalzit
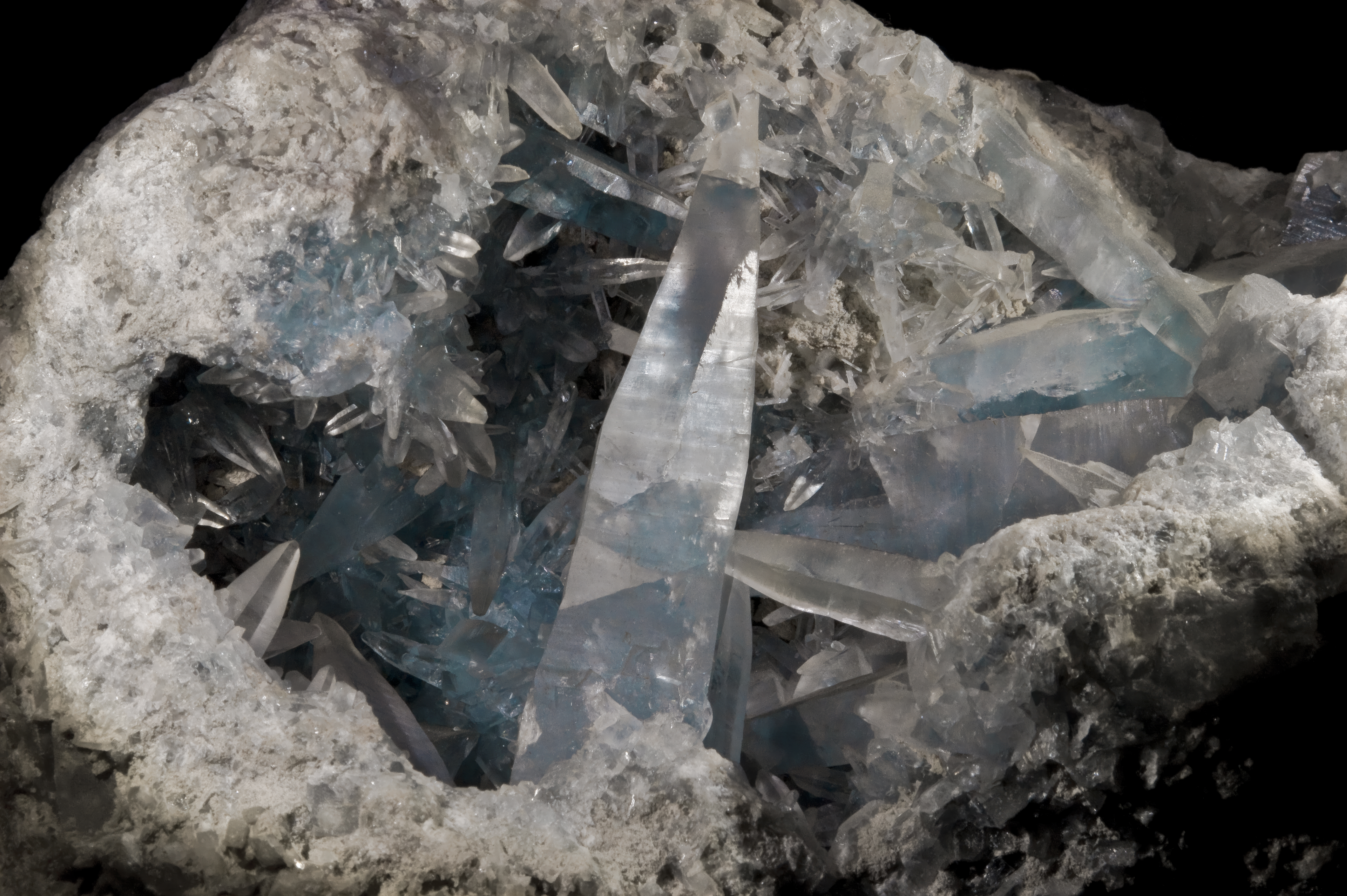
Coelestin
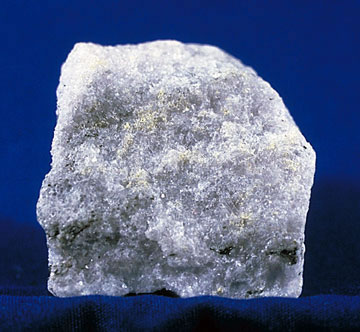
Baryt

Die Erdalkalimetalle treten niemals gediegen auf und sind meist als Silikat, Karbonat oder Sulfat gebunden.

### Berylliumhaltige Edelsteine
Obwohl Beryllium sehr selten ist, ist es in 30 verschiedenen Mineralien vertreten. Zu den bekanntesten zählen:

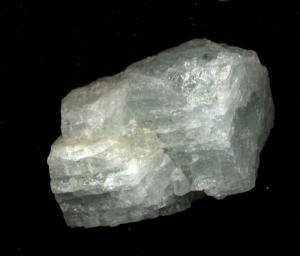
Beryll
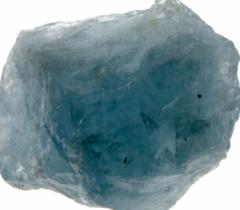
Aquamarin
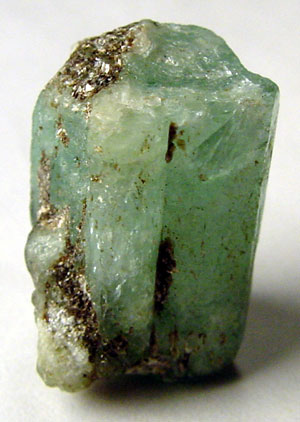
Smaragd
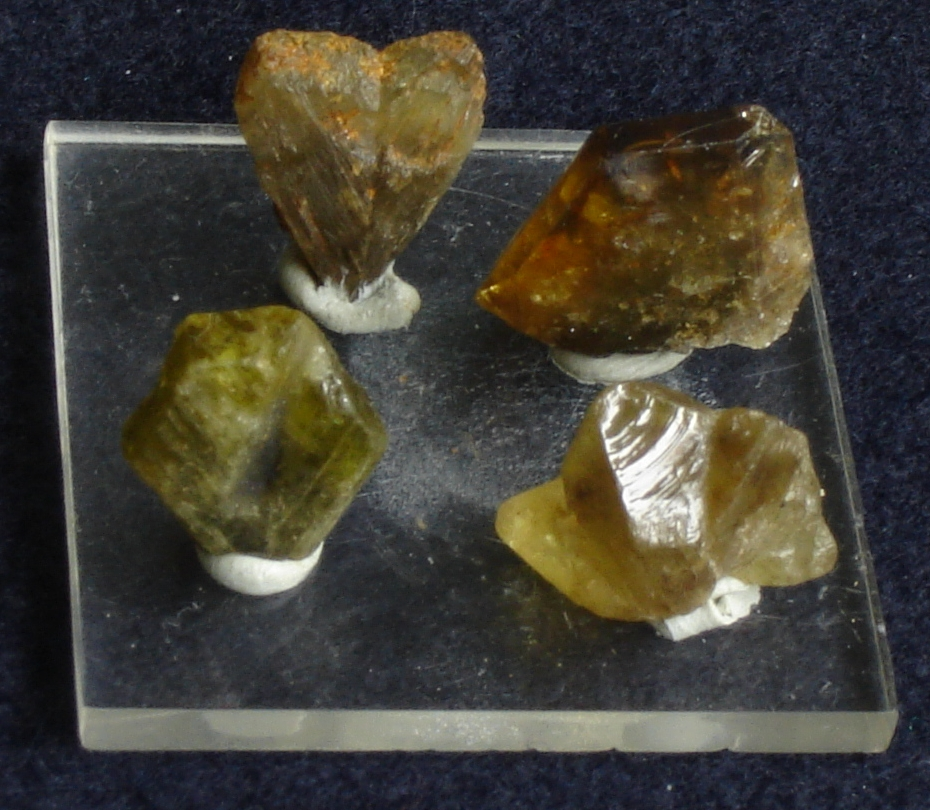
Chrysoberyll

## Nachweis
Der Nachweis der Erdalkalimetalle erfolgt primär spektralanalytisch aufgrund der charakteristischen Spektrallinien. Nasschemische Methoden wie beispielsweise die Ausfällung als Carbonate, Sulfate oder Hydroxide werden mittlerweile nur noch zu Demonstrationszwecken verwendet.
| Ion       | Flammenfärbung | Reaktion mit OH−    | …mit CO32−        | …mit SO42−        | …mit C2O42−        | …mit CrO42−        |
| --------- | -------------- | ------------------- | ----------------- | ----------------- | ------------------ | ------------------ |
| Beryllium | keine          | Be(OH)2 fällt aus   | BeCO3 ist löslich | BeSO4 ist löslich | BeC2O4 fällt aus   | BeCrO4 ist löslich |
| Magnesium | keine          | Mg(OH)2 fällt aus   | MgCO3 fällt aus   | MgSO4 ist löslich | MgC2O4 ist löslich | MgCrO4 ist löslich |
| Calcium   | ziegelrot      | Ca(OH)2 fällt aus   | CaCO3 fällt aus   | CaSO4 fällt aus   | CaC2O4 fällt aus   | CaCrO4 fällt aus   |
| Strontium | intensiv rot   | Sr(OH)2 fällt aus   | SrCO3 fällt aus   | SrSO4 fällt aus   | SrC2O4 ist löslich | SrCrO4 fällt aus   |
| Barium    | gelb-grün      | Ba(OH)2 ist löslich | BaCO3 fällt aus   | BaSO4 fällt aus   | BaC2O4 ist löslich | BaCrO4 fällt aus   |
| Radium    | karminrot      | Ra(OH)2 ist löslich | RaCO3 fällt aus   | RaSO4 fällt aus   | RaC2O4 fällt aus   | RaCrO4 fällt aus   |

## Sicherheitshinweise
An Luft sind nur Beryllium und Magnesium beständig. Die weiteren Elemente dieser Hauptgruppe müssen unter Paraffinöl oder Inertgas aufbewahrt werden. Die Aufbewahrung unter Alkohol ist nur bei Beryllium, Magnesium und Calcium möglich, da bereits Barium daraus Wasserstoff abspaltet und zum Alkoholat reagiert.
{\displaystyle {\ce {Ba + 2 R-OH -> Ba2+\ (R-O^-)_2 + H2 (^)}}}
In feinverteilter Form ist Magnesium leichtentzündlich; Calcium-, Strontium- und Bariumpulver können sich an Luft selbst entzünden. Brennende Erdalkalimetalle dürfen keinesfalls mit Wasser gelöscht werden!
Die Erdalkalimetalle sind starke Reduktionsmittel, die sogar in der Lage sind, Alkalimetalle aus ihren Verbindungen freizusetzen. Diese Reaktionen verlaufen stark exotherm; unter Umständen kann es dabei sogar zu einer Explosion kommen.
Beryllium ist ein Lungengift, wobei der Wirkungsmechanismus noch weitgehend unbekannt ist. Auch seine Verbindungen sind krebserregend.
Bariumverbindungen sind hochgiftig, wenn sie gut wasserlöslich sind. 1 Gramm kann dabei bereits tödlich wirken.
Radium ist aufgrund seiner Radioaktivität äußerst gesundheitsschädlich, doch noch bis 1931 wurde mit Radium versetztes Wasser unter dem Handelsnamen Radithor zum Trinken verkauft. Die Zahl der Geschädigten oder Umgekommenen, die wie der Stahlmagnat Eben Byers Radithor zu sich genommen hatten, ist unbekannt.